# عقاب تک‌زی
عقاب تک‌زی (نام علمی: Buteogallus solitarius) نام یک گونه از سرده سارگپه‌های خروسی است.